# Glacier de l'Astrolabe
Pour les articles homonymes, voir L'Astrolabe.
Le glacier de l’Astrolabe est un glacier côtier d'environ 16 km de long sur 6 km de large en Antarctique. Il se termine par une langue de glace.

## Histoire
Il a probablement été découvert par l'expédition Dumont d'Urville en 1840 bien qu'aucun glacier ne soit explicitement mentionné dans le journal de bord. En janvier 1947, c'est lors de l'opération Highjump qu'il est photographié par avion. En 1950, il est cartographié par la troisième expédition antarctique française en terre Adélie (TA3), qui le dénomme provisoirement « glacier Terra Nova », du nom du navire de Robert Falcon Scott. Il prend quelques années plus tard sa dénomination de « l'Astrolabe », du nom de la corvette de Jules Dumont d'Urville.

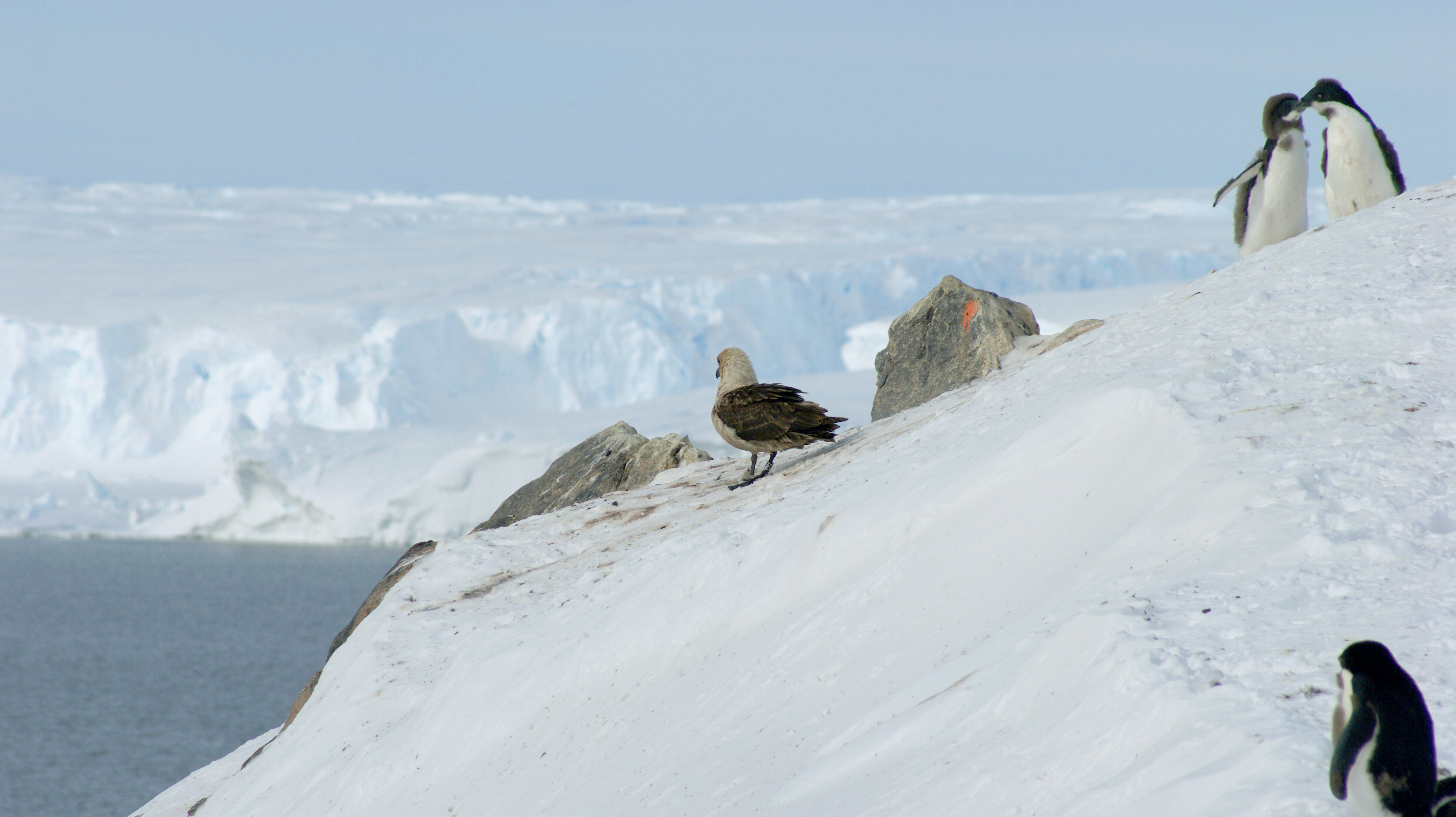
Skuas et manchots Adélie juvéniles avec en arrière plan le glacier de l'Astrolabe.
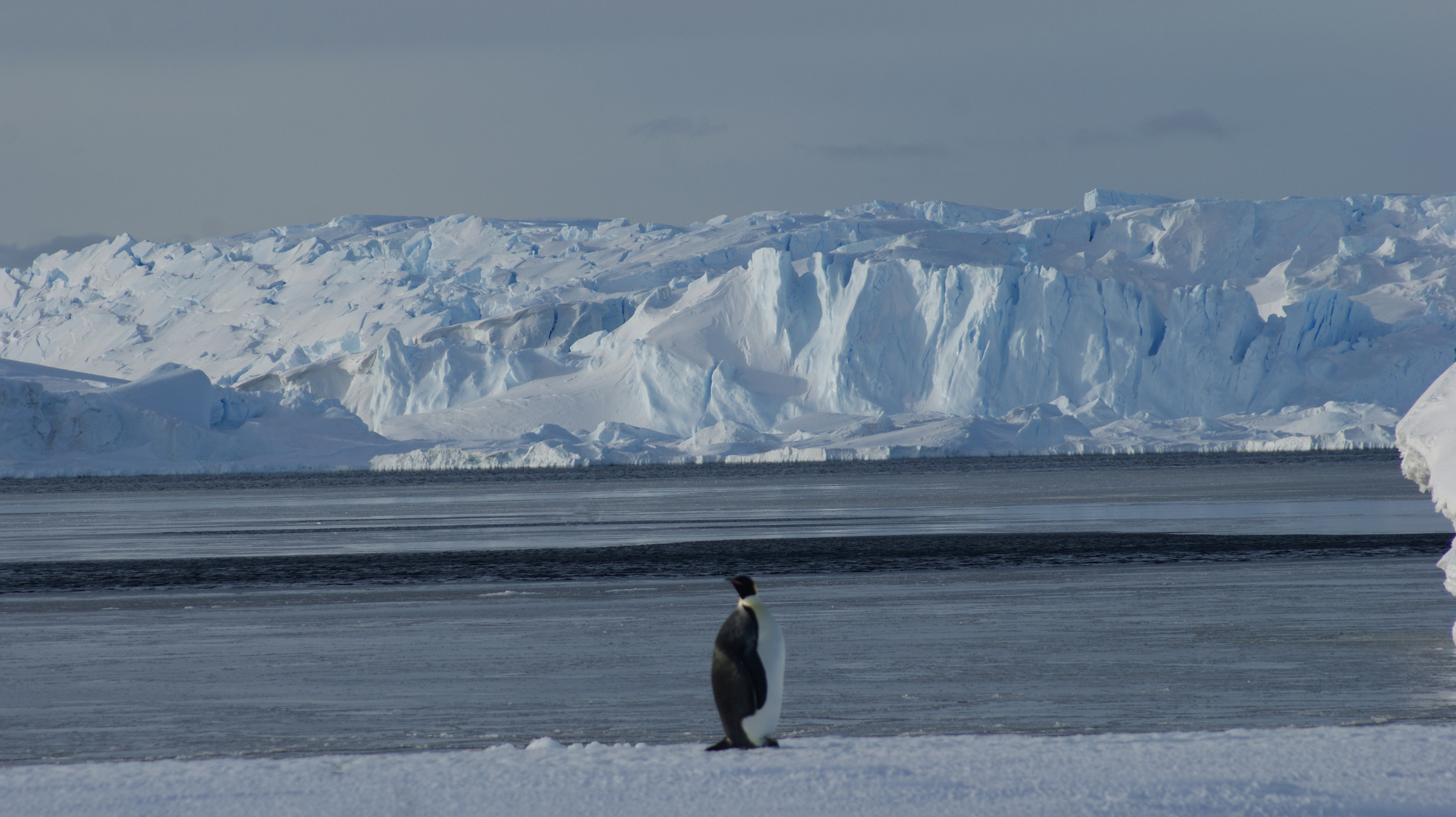
Manchot Empereur avec derrière le glacier de l'Astrolabe.